# لوئیز گوستاوو لیدس
لوئیز گوستاوو لیدس (به پرتغالی: Luis Gustavo Ledes) هافبک اهل برزیل است که در شهر براگا، پرتغال و در تاریخ ۲۸ سپتامبر ۱۹۹۲ به دنیا آمده‌است.
لوئیز گوستاوو لیدس در تیم‌های فوتبال باشگاه فوتبال بارسلونا بی سابقهٔ حضور دارد.